# Chub Cay International Airport
Chub Cay International Airport är en flygplats i Bahamas.   Den ligger i distriktet Berry Islands District, i den nordvästra delen av landet, 70 km nordväst om huvudstaden Nassau. Chub Cay International Airport ligger 4 meter över havet. Den ligger på ön Frazer's Hog Cay.
Terrängen runt Chub Cay International Airport är mycket platt. Trakten är glest befolkad. 